# Oxytropis pavlovii
Oxytropis pavlovii är en ärtväxtart som beskrevs av Boris Fedtjenko och Nina Alexandrovna Basilevskaja. Oxytropis pavlovii ingår i släktet klovedlar, och familjen ärtväxter. Inga underarter finns listade i Catalogue of Life.